# Nanobryggeri
Nanobryggerierna är en fortsättning på trenden med mikrobryggerier. Ett nanobryggeri brygger typiskt sett små batcher, 25-50 liter per gång. Distribution sker lokalt. Bryggarna är ofta organiserade i Svenska hembryggareföreningen.